# 2004年アテネオリンピックのバハマ選手団
2004年アテネオリンピックのバハマ選手団（2004ねんアテネオリンピックのバハマせんしゅだん）は、2004年8月13日から8月29日にかけてギリシャの首都アテネで開催された2004年アテネオリンピックのバハマ選手団、およびその競技結果。

## 概要
今大会は金メダル1個、銅メダル1個の合計2個のメダルを獲得した。

## メダル
| メダル | 選手名                           | 競技 | 種目     |
| ------ | -------------------------------- | ---- | -------- |
| 金     | トニーク・ウィリアムズ＝ダーリン | 陸上 | 女子400m |
| 銅     | デビー・ファーガソン             | 陸上 | 女子200m |